# دومباوالا
دومباوالا (به لاتین: Dombawala) یک منطقهٔ مسکونی در سری‌لانکا است که در استان مرکزی (سری‌لانکا) واقع شده‌است.